# Лексикон славеноросский

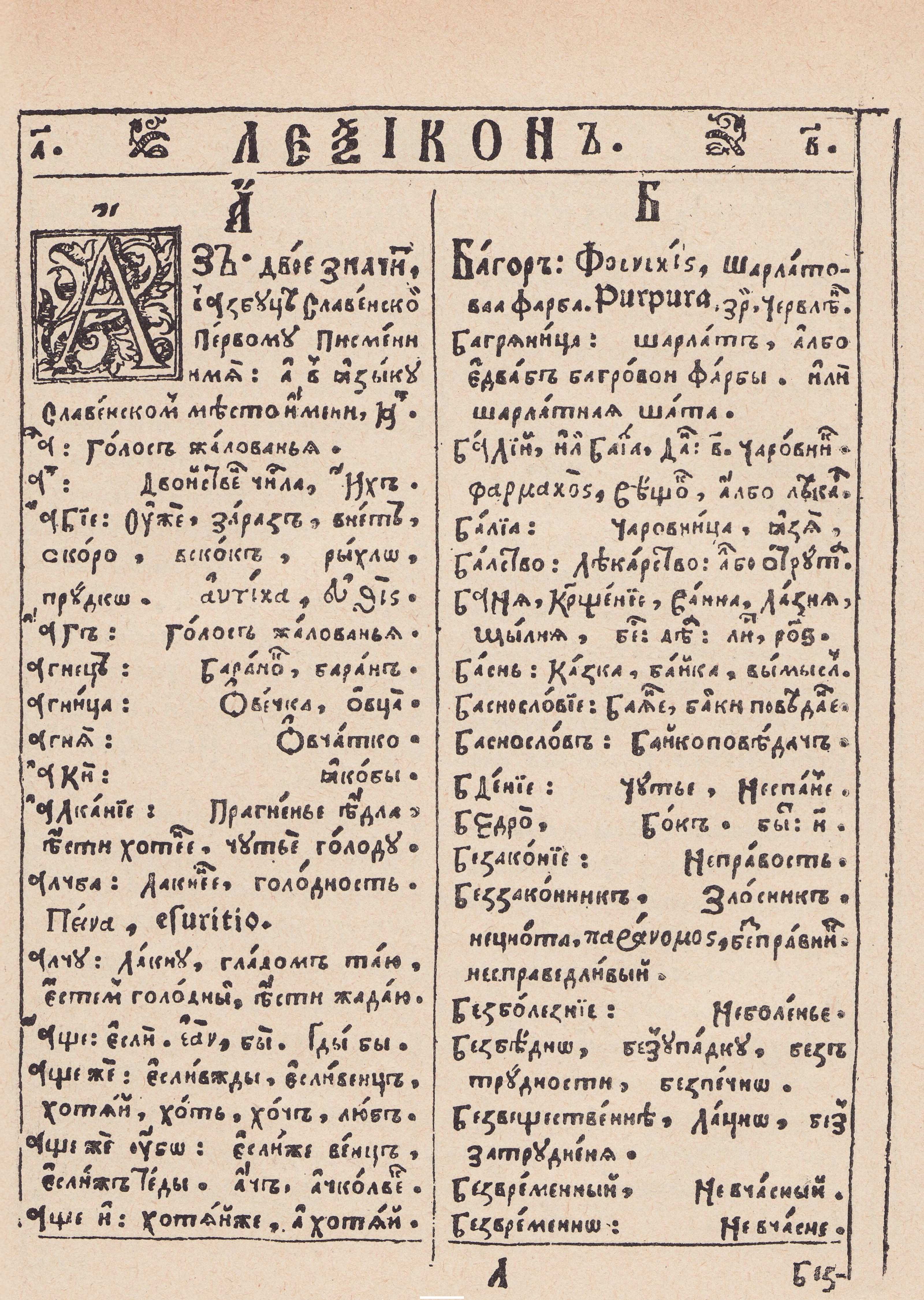
Первая страница одного из древнейших словарей западнорусского языка — «Лексиконъ славенорωсский и именъ Тлъкование» Памвы Берынды

Лексикон славеноросский и имён толкование (западнорус. Лексіконъ славенорωсскїй альбо Именъ тлъкованїє) — печатный церковнославянско-западнорусский словарь, изданный в типографии Киево-Печерского монастыря в 1627 году. Наиболее значимый труд Памвы Берынды.
Работу над «Лексиконом славеноросским» Берында начал во время своего пребывания в Стратине на дворе Фёдора Балабана в 1603-1607 годах. Переиздан в типографии Богоявленского Кутеинского монастыря близ Орши в 1653 году с предисловием игумна Иоиля (Труцевича). В словаре содержится около 7000 нарицательных слов и имён собственных преимущественно тогдашнего церковнославянского языка с переводом и толкованием их на западнорусский письменный язык начала XVII века. Целью Берынды при составлении словаря было восстановление церковнославянской традиции литературного языка и противостояние наступлению польского католичества и польской культуры. «Лексикон славеноросский» сыграл большую роль в развитии не только западнорусской, но и русской, польской и румынской лексикографии.
Данный труд Памвы Берынды является наиболее ярким достижением западнорусской лексикографии. Он состоит из двух частей: «Лексіконъ» — церковнославянско-западнорусский словарь; и «…Имена свойственная» — сборник переводов топонимов и антропонимов, а также общих терминов неславянского происхождения. В целом, труд Берынды содержит почти 7000 статей (около 5000 в первой части и 2000 во второй, в том числе около 1400 онимов).
В «Лексиконе славеноросском» применены все основные средства научной проработки материала, в частности паспортизация вокабул (реестровых слов), примечания, экземплификация (представление цитат), указания фразеологизмов, в которые входит вокабула, комментарии к орфографии и этимологии слова, отсылочные ремарки. Главные источники труда — «Лексис» Лаврентия Зизания, ономастиконы Максима Грека, Мануила Ритора, толкование онимов в Антверпенской издании Библии 1571 года. Выявлено использование Берындой древнерусских и иностранных словарей, западнорусской глоссографии и т. д. Источниками церковнославянского реестра книги были Острожская Библия (все её книги Ветхого и Нового Завета), церковнославянские рукописи и печатные издания до начала XVII века.
Реестр «Лексикона славеноросского» подобран по дифференциальному принципу: специфические церковнославянские слова и общеславянские лексемы, которые архаизировались в западнорусском языке конца XVI — начала XVII веков.
Абсолютное большинство элементов неславянского происхождения, особенно греческих и латинских, собранных отдельно во второй части труда, сопровождаются комментариями, указывающими на их заимствование, и западнорусскими соответствиями. Это способствовало нормированию лексики западнорусского письменного языка на народной основе. Нормированию служило и чёткое формальное — с помощью двоеточия — разграничение реестра и переводной части. Последняя с тщательно подобранными эквивалентами вокабул, с широким набором синонимов — одно из крупнейших собраний западнорусской лексики конца XVI — начала XVII веков.
«Лексикон славеноросский» содержит ряд толкований энциклопедического характера. Значение слова автор раскрывает и с помощью этимологических сведений. Подробно проработана семантика многозначных реестровых слов. Берында нередко указывает на метафорическое и образное употребление слова, впервые в западнорусской лексикографии применив пометки «переносные», «инорѣчнѣ», «метафор.».

## Издания
- Лексикон славеноросский // Сказания русского народа / Собр. И. Сахаровым. — Изд. 3-е. — СПб.: Тип. Сахарова, 1849. — Т. 2.